# Azpeitia
Azpeitia is een gemeente in de Spaanse provincie Gipuzkoa in de regio Baskenland met een oppervlakte van 69 km². In 2011 telde Azpeitia 14.351 inwoners.

## Demografische ontwikkeling
Bron: INE; 1857-2011: volkstellingen

## Bezienswaardigheden
In de buurtschap Loyola van deze gemeente bevindt zich het heiligdom van Loyola, waar rond het geboortehuis van Ignatius van Loyola een basiliek en een klooster gebouwd is.
De Baskische spoorwegmaatschappij EuskoTren heeft in Azpetia een eigen museum en museumspoorlijn.

## Geboren
- Ignatius van Loyola (1491), stichter van de Jezuïeten
- Xabier Azkargorta (1953), Spaans voetballer en voetbalcoach